# Stomatanthes
Stomatanthes, rod glavočika, dio tribusa Eupatorieae. Postoji 17 vrsta u tropskoj Americi i Africi.

## Opis
Rod Stomatanthes je nazvan po afričkoj vrsti, a King i Robinson su naknadno dodali 12 južnoameričkih vrsta, kao i priznavši 2 dodatne vrste iz Afrike. King i Robinson (1987) smatraju čvrste, ravne niti prašnika razlikovnom značajkom roda.

## Vrste
1. Stomatanthes africanus (Oliv. & Hiern) R.M.King & H.Rob.
2. Stomatanthes corumbensis (B.L.Rob.) H.Rob.
3. Stomatanthes dentatus (Gardner) H.Rob.
4. Stomatanthes dyctiophyllus (DC.) H.Rob.
5. Stomatanthes helenae (Buscal. & Muschl.) Lisowski
6. Stomatanthes hirsutus H.Rob.
7. Stomatanthes loefgrenii (B.L.Rob.) H.Rob.
8. Stomatanthes meyeri R.M.King & H.Rob.
9. Stomatanthes oblongifolius (Baker) H.Rob.
10. Stomatanthes pernambucensis (B.L.Rob.) H.Rob.
11. Stomatanthes pinnatipartitus (Sch.Bip. ex Baker) H.Rob.
12. Stomatanthes polycephalus (Sch.Bip. ex B.L.Rob.) H.Rob.
13. Stomatanthes reticulatus Grossi & J.N.Nakaj.
14. Stomatanthes subcapitatus (Malme) H.Rob.
15. Stomatanthes trigonus (Gardner) H.Rob.
16. Stomatanthes tundavalaensis D.J.N.Hind
17. Stomatanthes warmingii (Baker) H.Rob.

## Sinonimi
Nema.